# Dix-Huit Rosado
Jerônimo Dix-Huit Rosado Maia (Mossoró, 21 de maio de 1912 — Mossoró, 22 de outubro de 1996) foi um médico e político brasileiro, tendo sido prefeito de Mossoró, deputado estadual, deputado federal e senador.

## Biografia
Dix-Huit Rosado, nascido em uma tradicional família potiguar de origem portuguesa, foi médico do serviço de saúde da Polícia Militar do Estado do Rio Grande do Norte. Foi prefeito do município de Mossoró por três mandatos, foi também deputado estadual de 1947 a 1951, deputado federal de 1951 a 1955 e de 1955 a 1959, e senador de 1959 a 1967. Casou-se com Nayde Medeiros Rosado onde teve seis filhos: Liana Maria, Mário, Margarida, Maria Cristina, Nayde Maria e Carlos Antônio.